# سدرة (طراح)
سدرة (بالفارسية: صدره دو) هي قرية تقع في إيران في قسم طراح الريفي.